# Saxifraga pseudolaevis
Saxifraga pseudolaevis är en stenbräckeväxtart som beskrevs av Oettingen. Saxifraga pseudolaevis ingår i Bräckesläktet som ingår i familjen stenbräckeväxter. Inga underarter finns listade i Catalogue of Life.